# Helen van Goozen
Helen Tuitert-van Goozen (Hoogmade, 25 december 1980) is een Nederlands voormalig marathon- en langebaanschaatsster. Haar middelbareschooltijd bracht zij door op het Bonaventura College in Leiden.
Vanaf het seizoen 2006-2007 maakte ze deel uit van Team Asics/Right to Play, maar vanaf seizoen 2007/2008 werd ze getraind door Klasina Seinstra en Falko Zandstra.

## Biografie
Van Goozen werd in 1999 Nederlands Kampioen én wereldkampioen junioren. Ze werd daarmee de eerste vrouwelijke Nederlandse juniorenwereldkampioen. In 2002 nam ze deel aan enkele wereldbekerwedstrijden en plaatste zich verrassend voor de WK Afstanden 2004 in Seoel. Daar behaalde ze een 10e plaats op de 3000 meter en de 5000 meter. Daarna ging Van Goozen zich toeleggen op de marathon. Op 8 januari 2009 werd ze 10e tijdens de Nederlandse kampioenschappen marathonschaatsen op natuurijs 2009 op de Oostvaardersplassen.
Ze heeft in verschillende teams gereden, waaronder KNSB Regiotop, SpaarSelect en het DSB-team. Op 25 januari 2010 maakte ze bekend te stoppen met de schaatssport.

## Persoonlijke records
| Afstand | Tijd    |
| ------- | ------- |
| 500 m   | 40,89   |
| 1000 m  | 1.19,64 |
| 1500 m  | 1.59,28 |
| 3000 m  | 4.06,40 |
| 5000 m  | 7.06,84 |

## Resultaten
| jaar | NK Afstanden                 | NK Allround | NK Sprint | WK Afstanden        | WK Junioren |
| ---- | ---------------------------- | ----------- | --------- | ------------------- | ----------- |
| 1999 |                              | Zilver      |           |                     | Goud        |
| 2000 | 4e 1500m 4e 3000m 5e 5000m   | 11e         |           |                     | 4e          |
| 2001 | 11e 1500m 12e 3000m 7e 5000m | NC10        |           |                     |             |
| 2002 | 15e 1500m 10e 3000m 7e 5000m | 4e          |           |                     |             |
| 2003 | 6e 1500m · 5e 3000m · 5000m  |             |           |                     |             |
| 2004 | 6e 3000 8e 5000m             |             |           | 10e 3000m 10e 5000m |             |
| 2005 | 13e 1500m 6e 3000m 8e 5000m  |             |           |                     |             |
| 2006 | 18e 1500m 11e 3000m 7e 5000m | 4e          |           |                     |             |
| 2007 | -                            | 9e          |           |                     |             |
| 2008 | 8e 3000m 7e 5000m            | 16e         |           |                     |             |
| 2009 | 12e 3000m                    |             |           |                     |             |

## Trivia
- Van Goozen is in 2009 getrouwd met voormalig langebaanschaatser Mark Tuitert.[1] Ze hebben samen een dochter en een zoon.
- In 1999 waren zowel Van Goozen als haar latere echtgenoot Mark Tuitert wereldkampioen junioren, en in januari 2006 werden ze beiden allroundkampioen van de Gruno Bokaal.